# Зуевский ландшафтный парк

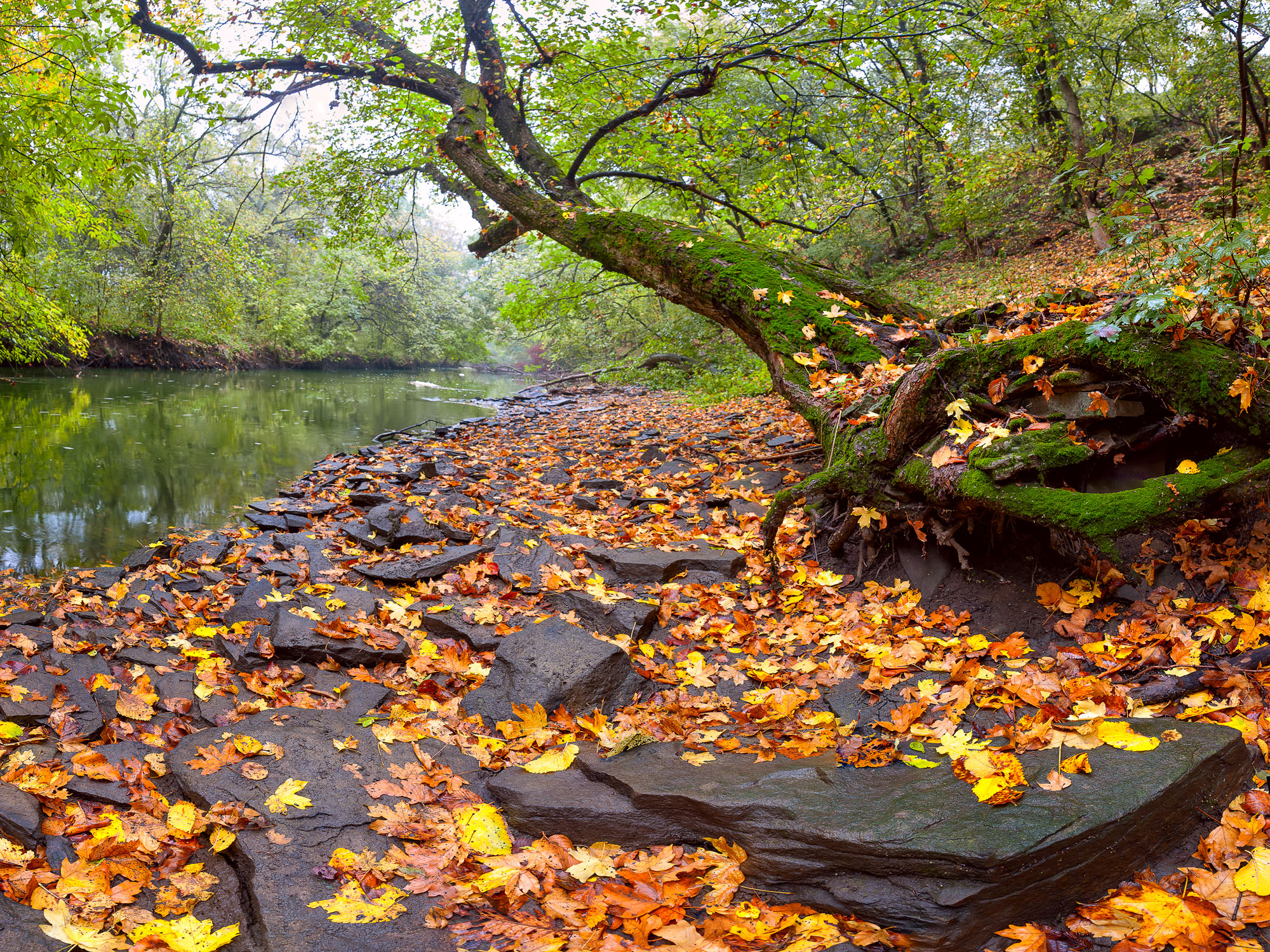
Зуевский ландшафтный парк

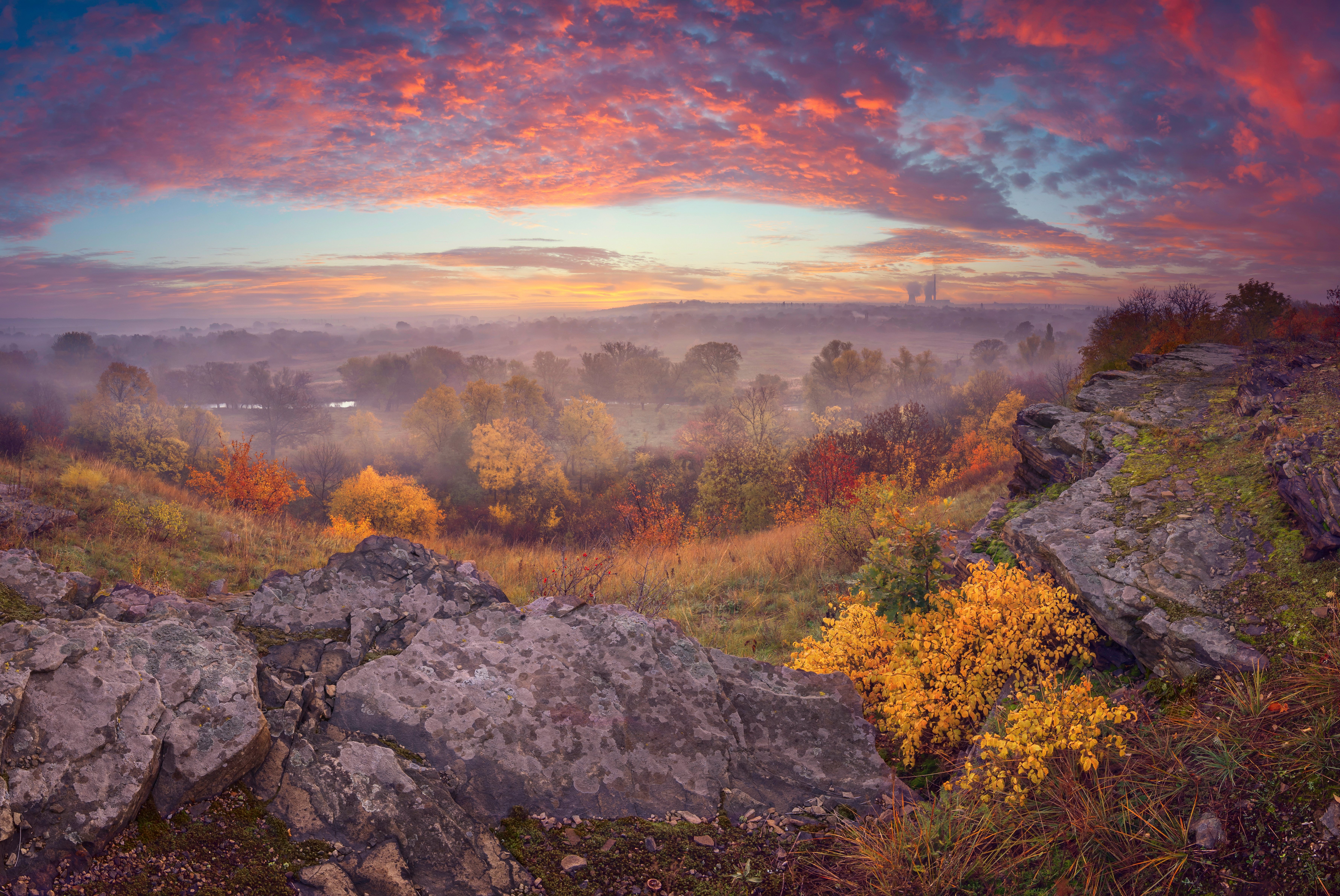
Рассвет в Зуевском ландшафтном парке

Зуевский региональный ландшафтный парк (кратко: Зуевский РЛП, укр. Регіональний ландшафтний парк «Зуївський») создан в 2002 году с целью сохранения своеобразного живописного, привлекательного для отдыха ландшафта. Парк расположен на востоке Донецкой области (Украина) около посёлка Зуевка. Территория парка расположена на землях Зуевского сельского совета и Макеевского лесничества, всего в 30 км от Донецка. Площадь — 1214,2 га. Вокруг посёлка Зуевка поднимаются скалистые холмы, покрытые степью и лесами, петрофитный вариант разнотравно-типчаково-ковыльной степи.
Неподалёку расположены два водохранилища — Ханжонковское и Ольховское, между ними вдоль речки Ольховки скалы встают вертикальной стеной. Тут расположился так называемый Зуевский скалодром, где тренируются альпинисты и скалолазы со всего региона.
Растительность, в основном, представлена разнотравно-типчаково-ковыльными степями, где много видов, которые подлежат охране.
Под скалами растут три редких вида папоротников, вдоль берегов рек и водохранилищ встречаются очень редкие в регионе злаковые растения. По Липовой балке и склонам Зуй-горы распространены дубовые леса, среди которых есть редкостные формации, подлежащие охране.
Всего в пределах РЛП выявлено 509 видов растений, в том числе много эндемических и реликтовых, 36 видов из них подлежат особой охране.

## Ближайшие населенные пункты
Соседними с Зуевским РЛП и посёлком Зуевка населенными пунктами являются г. Харцызск, г. Зугрэс, г. Шахтёрск, г. Кировское, пгт. Зугрэс-2 (Посёлок энергетиков), пгт. Горное. До территории ландшафтного парка можно добраться из г. Харцызска, используя автобусное сообщение, либо пешком из других указанных населенных пунктов.